# Antonio Maria Ferri

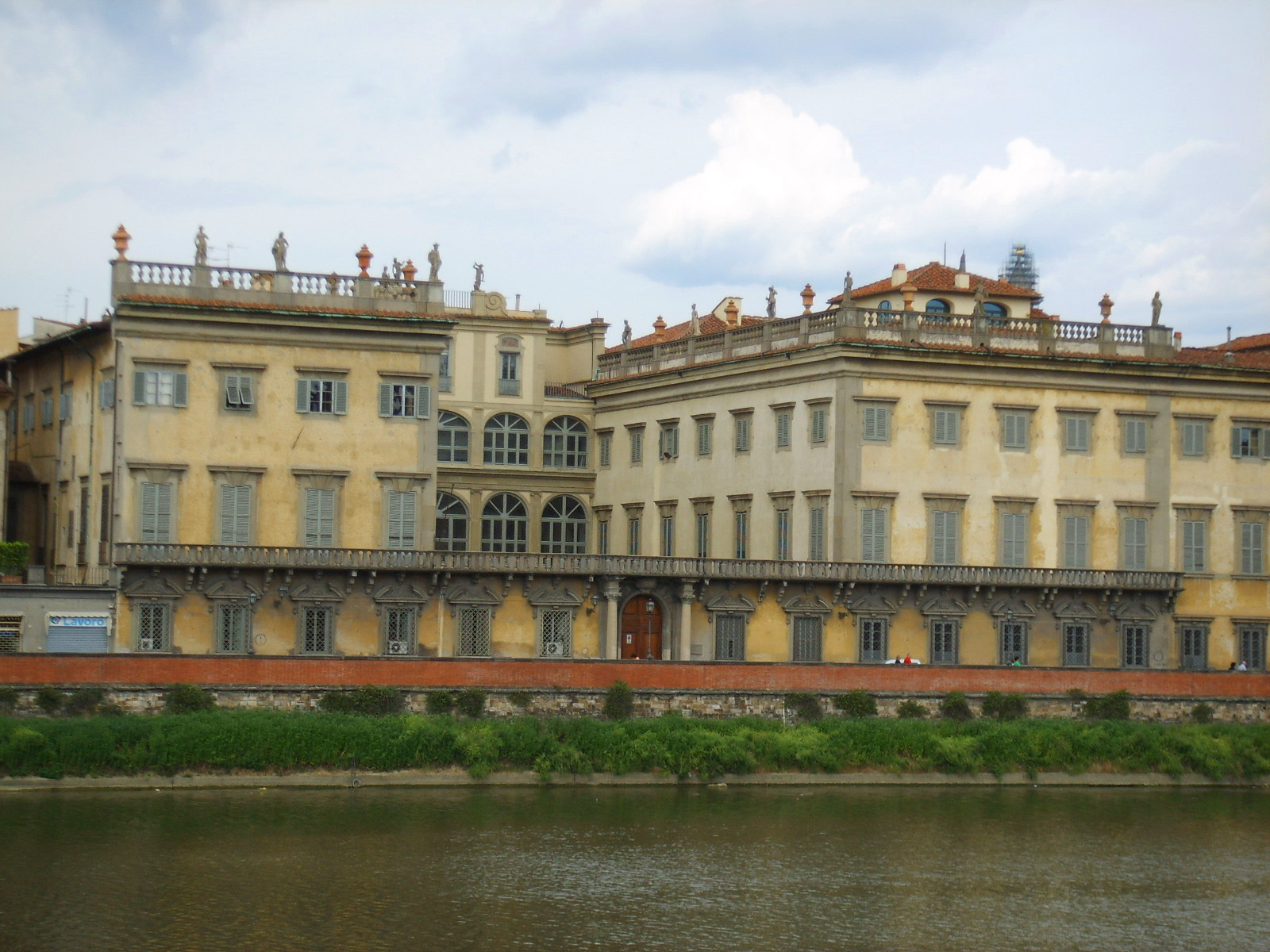
Palazzo Corsini, Firenze

Antonio Maria Ferri (Firenze, 31 marzo 1651 – Firenze, 24 gennaio 1716) è stato un architetto italiano.

## Biografia
L'architetto si formò come aiuto di noti architetti fiorentini come Ferdinando Tacca, Pier Francesco Silvani e Giulio Cerutti. Il suo stile architettonico è teso a fondere la lezione classica della tradizione manierista fiorentina con il linguaggio di Borromini e lo stile rigoroso romano di Carlo e Francesco Fontana.
Fin dall'età di 25 anni, Antonio Ferri inizia a progettare numerosi apparati funebri influenzato dalle tematiche riguardanti la morte e la memoria che si diffondono in Toscana tra Sei e Settecento in forma di apparati funebri, monumenti funebri e sepolcri.
Egli iniziò a sperimentare questo tema nella basilica di San Lorenzo.
Attivo anche a Roma, fu però a Firenze che creò le sue opere più importanti, divenendo architetto della corte granducale al tempo di Cosimo III.
Antonio Ferri e altri architetti di fiducia verranno infatti inviati da questi nella maggior parte dei territori del Granducato interessati dai terremoti della fine del secolo. L'architetto redigerà numerose perizie e disegni sullo stato delle fortificazioni medicee. Suo è il progetto per il teatro nella villa medicea di Pratolino.
Alla fine del Seicento Antonio Maria Ferri realizzò degli scaloni monumentali in alcuni palazzi fiorentini, collocati in importanti snodi urbani della città. Queste scale si trovano in quattro palazzi: palazzo Franceschi-Dragomanni (via Guicciardini, 13), palazzo Corsini al Parione (via del Parione, 11), palazzo Panciatichi (via Cavour, 2), palazzo de' Visacci (Borgo Albizi, 18), e in villa Feroni a Bellavista. Questa progettazione di scaloni nobili è inserita nel contesto della produzione architettonica di scaloni monumentali del periodo.
L'architetto realizza inoltre l'uniformazione di due palazzi fiorentini, uno di proprietà della famiglia Orlandini e l'altro di proprietà della famiglia Gondi denominato in seguito Palazzo Orlandini del Beccuto (via de' Pecori). Anche questi lavori si inseriscono all'interno di una tendenza costruttiva evidenziatasi a Firenze già tra Cinque e Seicento quando più palazzi minori venivano accorpati al palazzo principale.
L'architetto realizzò anche dei lavori alla cupola della chiesa di San Frediano in Cestello e dei lavori alla chiesa del Santissimo Crocifisso di San Miniato.
Altre opere da ricordare sono i lavori di restauro alla medicea Villa di Lappeggi, l'ampliamento di Palazzo Gondi (piazza San Firenze) (con la pregevole alcova), lavori nel Palazzo della Gherardesca, lavori al convento della Madonna della Pace a Montespertoli, lavori presso la Fortezza da Basso a Firenze, lavori di ampliamento del santuario della Madonna e convento dei Francescani in località San Romano in Garfagnana (Lucca), lavori di ristrutturazione interna della chiesa dei Santi Jacopo e Lucia, oggi San Domenico, a San Miniato al Tedesco (provincia di Pisa), lavori della chiesa di Santa Maria della Disciplina nei pressi del Galluzzo, dei lavori all'ospedale di Santa Maria Nuova ed alla nuova tribuna per la chiesa di Santa Maria Assunta a Bientina (Pisa), lavori di restauro della chiesa conventuale (oggi scomparsa) di San Vincenzo Ferreri, detta 'di Annalena'(via Santa Maria a Firenze). Antonio Ferri progettò anche il convento di Santa Maria della Pietà a Prato, realizzò lavori di consolidamento della cappella principale di Santa Maria Maggiore (via de' Cerretani) e dei lavori di ampliamento e ristrutturazione della villa di Gricigliano (Pontassieve).
Si distinse anche per la scrittura di un noto trattato intitolato Pratiche di prospettiva, fortificazione, e d'artiglieria fatte per l'Accademia de Nobili eretta e protetta in Firenze dal Ser.mo Princ.pe Ferdinando di Toscana d'Antonio Ferri lettore in essa Accademia d'architettura civile e militare.
Non c'è accordo tra gli studiosi sulla datazione di alcuni interventi come: il Duomo di Pescia, gli interventi a Palazzo Pucci ed alla Torre degli Agli, una villa dei marchesi Panciatichi oggi denominata Villa Carobbi, la direzione dei lavori della Basilica della Santissima Annunziata a Firenze, i lavori di rinnovamento dei locali del monastero camaldolese di Santa Maria degli Angioli a Firenze (complesso solo in parte ancora esistente, nell'odierna via degli Alfani), i lavori nella cappella dedicata a San Carlo Borromeo nella Villa Grifoni, i lavori nel coro della chiesa della Santissima Annunziata dei Padri Barnabiti a Pescia.
L'architetto fu sepolto nella basilica di Santa Maria del Carmine a Firenze.